# Outokumpu (ville)
Pour les articles homonymes, voir Outokumpu et Kuusjärvi.
Outokumpu jusqu'en fin 1967 Kuusjärvi est une ville située dans l'est de la Finlande, dans la province de la Finlande orientale et la région de Carélie du Nord.

## Histoire
Son histoire est totalement liée à celle de la mine de cuivre, la plus grande d'Europe lors de sa mise en service.
Les travaux débutent en 1910 pour un début de production en 1913 sur le puits Outokumpu de la petite commune rurale de Kuusjärvi. En peu de temps, une nouvelle ville ouvrière sort de terre. La commune prend le nom d'Outokumpu en 1968 et devient une ville en 1977. Mais alors que le sol a été creusé jusqu'à 430 mètres de profondeur, le minerai s'épuise, aboutissant à la fermeture totale de la mine en 1989. Celle-ci a été transformée en musée.
L'entreprise Outokumpu, l'ancienne exploitante du puits, a conservé le nom mais a largement réorienté ses activités, cédant la plupart de ses mines pour se tourner vers la production d'acier inoxydable. Elle n'a plus d'activité dans la ville d'aujourd'hui.

## Géographie
Outokumpu est aujourd'hui une ville de petites industries, au milieu des lacs, à la frontière entre Savonie et Carélie.
Traversée par la nationale 9 Kuopio-Joensuu, elle est entourée par les communes de Polvijärvi au nord-est, Liperi au sud-est, Heinävesi au sud (Savonie du Sud), Tuusniemi à l'ouest et Kaavi au nord (les deux dernières en Savonie du Nord).

## Démographie
Depuis 1980, l'évolution démographique de Outokumpu est la suivante:
| Année      | 1980   | 1985  | 1990  | 1995  | 2000  | 2005  |
| ---------- | ------ | ----- | ----- | ----- | ----- | ----- |
| population | 10 312 | 9 678 | 9 307 | 8 887 | 8 155 | 7 758 |

| Année      | 2010  | 2015  | 2020  |
| ---------- | ----- | ----- | ----- |
| population | 7 411 | 7 139 | 6 679 |

## Politique et administration

### Conseil municipal
Les sièges des 27 conseillers municipaux sont répartis comme suit:
| Parti     | Parti                              | Sièges 2021–2025 |
| --------- | ---------------------------------- | ---------------- |
|           | Parti social-démocrate de Finlande | 6                |
|           | Vrais Finlandais                   | 5                |
|           | Parti de la Coalition nationale    | 2                |
|           | Parti du centre                    | 8                |
|           | Ligue verte                        | 0                |
|           | Alliance de gauche                 | 4                |
|           | Chrétiens-démocrates               | 1                |
|           | Sininen tulevaisuus                | 1                |
| Sources : |                                    |                  |

## Économie

### Principales entreprises
En 2021, les principales entreprises de Outokumpu par chiffre d'affaires sont :
| Société                      | C.A.  |
| ---------------------------- | ----- |
| Turula Engineering Oy        | 32 M€ |
| Puukeidas Joensuu            | 21 M€ |
| Outokummun Metalli Oy        | 16 M€ |
| Finelcomp Oy                 | 14 M€ |
| Piippo Oyj                   | 13 M€ |
| Maansiirto E. Huttunen Oy    | 9 M€  |
| Outokummun Energia Oy        | 8 M€  |
| Okun Hammaspyörä Oy          | 8 M€  |
| Jani Piiroinen Oy            | 6 M€  |
| Elementis Minerals Nickel Oy | 4 M€  |

### Employeurs
En 2021, les plus importants employeurs privés de Outokumpu sont:
| Employeur                | Employés |
| ------------------------ | -------- |
| Turula Engineering Oy    | 127      |
| Finelcomp Oy             | 90       |
| Outokummun Metalli Oy    | 85       |
| Piippo Oyj               | 76       |
| Okun Hammaspyörä Oy      | 37       |
| Okun Koneistuspalvelu Oy | 36       |
| Premetec Production Oy   | 33       |
| Kirike Oy                | 25       |
| Nature Line Cutlery Oy   | 22       |
| Okun Energia Oy          | 20       |

## Transports
Outokumpu est traversée par la valtatie 9, la valtatie 17, la seututie 504, la seututie 477, la seututie 573 et la route bleue.

## Jumelages
| Ville | Ville        | Pays | Pays      |
| ----- | ------------ | ---- | --------- |
|       | Kohtla-Järve |      | Estonie   |
|       | Olofström    |      | Suède     |
|       | Schöningen   |      | Allemagne |

## Personnalités de Kuusjärvi et d'Outokumpu
- Sanna Antikainen, députée
- Heikki Kirkinen, historien
- Leena Lehtolainen, écrivain
- Anna Puu, chanteuse
- Matti Rönkä, éditeur, écrivain